# Az új-zélandi dollár bankjegyei
A új-zélandi dollár Új-Zéland hivatalos pénzneme. Szokták kiwi-dollárnak is hívni, a kiwire, a nemzeti madárra utalva ezzel.

## Története
Új-Zéland 1840-ben került brit fennhatóság alá. 1907-ben belső önkormányzatot kapott, teljes függetlenségét Nagy-Britanniától 1947-ben nyerte el, az ország államfője azonban a mai napig a brit uralkodó maradt. Jelenleg II. Erzsébet portréja szerepel valamennyi érmén és a 20 dolláros bankjegyen fő motívumként. Az új-zélandi jegybank, a Reserve Bank of New Zealand (RBNZ) 1934-ben alakult. 1967. július 10-ig a brit birodalmi eredetű, brit font sterlinggel egyenértékű új-zélandi font volt az ország hivatalos pénzneme (1 font (pound) = 4 korona (crown) = 10 florin = 20 shilling = 240 penny), ekkor vezették be a decimális rendszer jegyében az új-zélandi dollárt, mely 100 centtel, illetve fél régi fonttal lett egyenértékű.

## Az 1967-es II. Erzsébet-sorozat
1967-ben 1, 2, 5, 10, 20 és 100 dolláros címleteket hoztak forgalomba, ezek barna, lila, narancssárga, kék, zöld, illetve a százas esetében piros alapszínűek voltak. Előoldalukra egységesen II. Erzsébet eredetileg 1960-ból származó Anthony Buckley fényképezte, a Kokoshnik tiarát viselő portréja szerepelt. Hátoldalukon egy-egy jellegzetes. Új-Zélandon honos madár és növény volt látható. Az 1 dolláros 140 X 70 mm, a 2 dolláros 145 X 72.5 mm, az 5 dolláros 150 X 75 mm, a 10 dolláros 155 X 77.5 mm, még a 20-as és a 100-as 160 X 80 mm méretben került kibocsátásra. Minden címlet vízjelében James Cook kapitány szerepelt, biztonsági szállal is el voltak látva. A bankjegyeket a brit De La Rue plc nyomtatta.

## Az 1981-es II. Erzsébet-sorozat
1981-től az új-zélandi bankjegyek nyomtatását a szintén brit, Bradbury Wilkinson and Company (BWC) nevű cég vette át. Az 1967-es szériához képest nagyjából annyiban változtak, hogy UV-lámpa alatt fluoreszkáló motívumokkal is ellátták őket, a II. Erzsébet portré esetében a korábbi ábrázolást az 1977-es, Peter Grugeon fényképezte "ezüstjubileumi" képmás váltotta. 1983-tól a szériába tökéletesen illeszkedő citromsárga színű 50 dolláros címletet vezettek be. 1986-ban a BWC -t a De La Rue megvásárolta.

## 1990-es 10 dolláros emlékbankjegy
1990-ben egy 10 dolláros emlékbankjegy került kibocsátásra a waitangi szerződés megkötése, Új-Zéland brit fennhatóság alá való kerülésének százötvenedik évfordulója alkalmából. A dizájn az 1981-es II. Erzsébet portrés tízesén alapult, ettől annyiban tért el, hogy a bankjegy alapszíne kék helyett kétszínű, kék és kékeszöld lett, valamint a hátoldali madarat a waitingi szerződés megkötésének dombormű-ábrázolása váltotta a következő felirattal: "NEW ZEALAND 1990 COMMEMORATING THE SIGNING OF THE TREATY OF WAITANGI 1840".

## Az 1992-es sorozat
1992-ben ismét a brit De La Rue kapott megbízást a bankjegyek nyomtatására. Az új címletsor tagjai kisebb méretűek voltak, a vízjel és az UV-s biztonsági elemek mellett rejtett képet és bújtatott fémszálat is kaptak. A vízjel egységesen II. Erzsébetet ábrázolta, de a királynő portréja már csak a 20 dollároson, a készpénzforgalom szempontjából legjelentősebb, legnagyobb mennyiségben kibocsátott címleten volt megtalálható. a többi címletre híres új-zélandiak kerültek. Az 5 dollárosra a Mt. Everest első megmászója Sir Edmund Hillary (1919-2008), a 10 dollárosra a szüfrazsett Kate Sheppard (1847-1934), az 50 dollárosra a maori politikus Sir Apirana Ngata (1874-1950), végül a 100-as címletre a kémiai Nobel-díjas Lord Ernest Rutherford of Nelson (1871-1937). Érdekességnek számított Edmund Hillary, egy élő, nem királyi személy képmása az 5 dollároson. A hátoldalon továbbra is Új-Zélandon honos madarak voltak láthatóak. 1994-től a 10 dolláros és a 20 dolláros hátoldalának színezésén változtattak. Az 1992-től nyomtatott kék alapszínű tízes hátán ugyanis a kacsapár és a növényzet zöldes, még a zöld alapszínű húszas hátoldalán sólyom mögötti hegy ábrázolása kissé kékes árnyalatúra sikerült, s ez főleg rossz látási viszonyok közepette megtévesztő volt. A húszas hátoldala ezután egységesen zöld, még a tízesé kék lett.

## 1996-os 20 dolláros II. Erzsébet-emlékbankjegy
1996-ban egy kissé módosított emlék 20 dollárost bocsátottak ki II. Erzsébet brit királynő hetvenedik születésnapja alkalmából speciális "ER" (a királynő latin monogramja - Elizabeth Regina) betűkkel kezdődő sorszámmal és a következő piros felirattal a vízjelmezőn: "COMMEMORATING HER MAJESTY'S 70TH BIRTHDAY 21ST APRIL 1996".

## Az 1999-es polimer sorozat
1999-től az ausztrál jegybank (Reserve Bank of Australia) tulajdonában lévő NPA (Note Printing Australia) nyerte el az új-zélandi bankjegyek gyártásának jogát. Ez az új széria már polimerből készült. A dizájn csak minimálisan, az új anyag támasztotta követelményeknek megfelelően változott az 1992-es szériához képest.

## A millenniumi 10 dolláros emlékbankjegy
A 2000-es év beköszönte alkalmából az új-zélandi jegybank egy emlék 10 dollárost bocsátott ki. Előoldalán Új-Zéland térképe és egy tradicionális waka, egy maori csónak látható, a hátoldalán pedig különböző sportokat űző emberek. Az ország bankjegyei közül egyedüliként ez a címlet rendelkezett hologrammal. Felirata: "COMMEMORATING THE NEW MILLENNIUM".

## A 2015-ös sorozat
2015-től új polimer bankjegysorozat került kibocsátásra. A címletek tematikája nem változott, maradt a királynő és a híres új-zélandiak portréja az előoldalon, valamint a madarak a hátoldalon. A szériát a kanadai Canadian Bank Note Company nyomtatja, az eddig biztonsági elemeken kívül színváltó SPARK-ábrával és hologrammal is el vannak látva. Elsőkként az 5 és a 10 dolláros került forgalomba 2015 szeptemberétől, a többi címlet kibocsátása pedig 2016 áprilisától vette kezdetét.

## Galéria

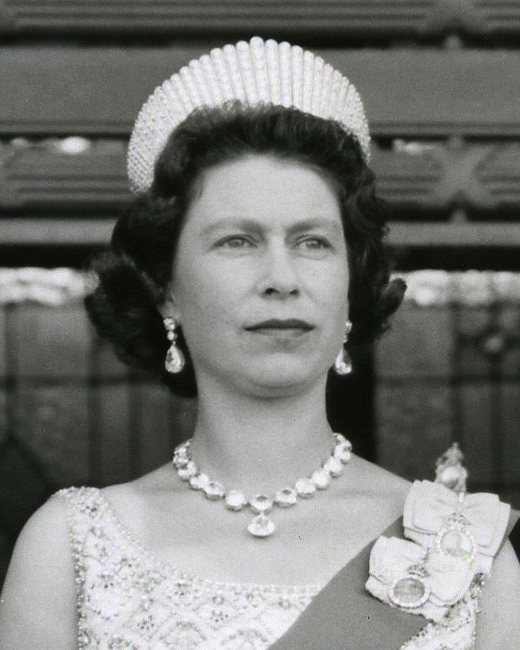
II. Erzsénet királynő Kokoshnik-tiarás fényképe 1963-ból. Egy ehhez hasonló uralkodói portré került az 1967-es széria új-zélandi valamennyi bankjegyére.
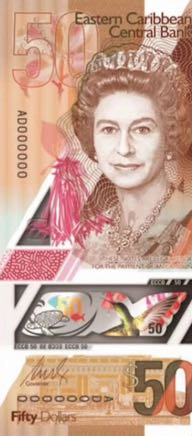
Kelet-karibi dollár 50-es címlete a 2019-es sorozatból, II. Erzsébet 1977-es, Peter Grugeon fényképezte "ezüstjubileumi" portréjával. Ez az uralkodói képmás szerepelt az 1981-es új-zélandi sorozat valamennyi bankjegyén, valamint az 1990-es emlék 10 dollároson.